# 于寿康
于寿康（1909年—1984年），原名刘松山，山东省海阳县人。中华人民共和国政治人物。
早年参加革命。抗日战争期间，担任繁峙县县长，1938年2月任浑源县县长，1944年9月任晋察冀五专署专员。中华人民共和国成立后，任中央私营企业局产权处处长，朝鲜战争中，担任中国人民志愿军后勤二分部副部长，回国后，1955年，担任国家计量总局副局长。